# Beauregard (Ain)
Beauregard – miejscowość i gmina we Francji, w regionie Owernia-Rodan-Alpy, w departamencie Ain.

## Demografia
Według danych na rok 2020 gminę zamieszkiwało 836 osób, a gęstość zaludnienia wynosiła 889,4 osób/km².